# Nick Lindahl
Nick Lindahl (Eleebana, 31 de Julho de 1988) é um ex-tenista profissional australiano. Seu melhor ranking de N. 200 em simples pela ATP.

## Titulos

### Simples
| Legenda (Simples)      |
| Grand Slam (0)         |
| Tennis Masters Cup (0) |
| ATP Masters Series (0) |
| ATP Tour (0)           |
| Challengers (0)        |
| Futures (5)            |

| N. | Data | Torneio      | Piso | Oponente na final     | Placar        |
| 1. | 2006 | Australia F6 | Duro | Sadik Kadir           | 2-6, 6-4, 6-4 |
| 2. | 2007 | Indonesia F4 | Duro | Colin Ebelthite       | 6-4 ret.      |
| 3. | 2007 | Australia F8 | Duro | Vjekoslav Skenderovic | 6-1, 7-5      |
| 4. | 2008 | Australia F5 | Duro | Brendan Mckenzie      | 6-1 6-2       |
| 5. | 2008 | Australia F9 | Duro | Marinko Matosevic     | 6-4 6-0       |